# Katharina Büche
Katharina Büche (* 1963 in Karlsruhe) ist eine deutsche Malerin und Objektkünstlerin. Sie lebt und arbeitet in Rorschach (Schweiz).

## Leben
Büche wurde 1963 in Karlsruhe geboren und studierte dort bis 1988 bei Rainer Küchenmeister. Von 1988 bis 1997 lebte und arbeitete sie in Köln, erlebte währenddessen Stipendien-Aufenthalte in der Villa Romana bei Florenz, im Atelierhaus Worpswede sowie im Künstlerhaus Kloster Cismar in Schleswig-Holstein. Seit 1997 lebt und arbeitet sie in Davos, seit 2006 in Appenzell. Sie ist seit 2003 Mitglied der Schweizerischen Gesellschaft Bildender Künstlerinnen.

## Werke
Katharina Büche beherrscht verschiedene Techniken: sie malt Farbrelief und fotografiert selbst gestaltete Performance (z. B. Verbrennungen). Bevorzugt arbeitet sie aber in der Technik der Assemblage, in der sie vorzugsweise Felle, ausgestopfte Tiere, Leder etc. verwendet und sich dem Thema Tier widmet. Katharina Büche verwendet ausschließlich nicht durch Missbrauch gewonnene Tierfelle.

## Stipendien
- 1990: Atelierhaus Worpswede-Stipendium
- 1991: Stipendium des Landes Baden-Württemberg
- 1996: Stipendium für das Künstlerhaus Kloster Cismar (Schleswig-Holstein)

## Ausstellungen (Auswahl)
- 1990: Landeskreditbank Stuttgart (mit Matthias Mansen, Katalog)
- 1990: Scharpf-Galerie des Wilhelm-Hack-Museums, Ludwigshafen am Rhein (Katalog)
- 1995: Museum Engen (mit Reinhold Engberding)
- 1995: „Vom Erstaunen über die Fremde bis zur Ankunft im Paradies“, Stadtmuseum Köln
- 1996: „Konstanz - Distanz“, Kunstverein Heilbronn und Kunstverein Pforzheim
- 1999: Kunstverein Stade
- 2000: „Bravo“, Künstlerhaus Hamburg
- 2005: „Früher Vogel“, Galerie Henze & Ketterer, Wichtrach/Bern
- 2007: „Katzen würden Mäuse kaufen“, Kunstvitrine an der Kunsthalle/Zürich